# Ливийская лига по правам человека
Ливи́йская ли́га по права́м челове́ка (англ. Libyan League for Human Rights, сокр. LLHR) — правозащитная организация, член Евро-средиземноморской сети по правам человека (EMHRN). Создана 2 марта 1989 года.
С 2001 года главный офис организации располагается в Женеве (Швейцария) — информация об этом была получена неназванным специалистом по Ливии из Сан-Антонио в телефонном интервью в 2001 году.
LLHR является, также, членом базирующейся во Франции Международной федерации по правам человека (FIDH), которая, в свою очередь, связана с Национальным фондом за демократию (NED), активно действующим в Африке и других регионах планеты.
Члены этой организации выступают за отмену смертной казни в Ливии и в других странах. С началом гражданской войны в Ливии LLHR выпустила ряд заявлений, осуждающих действия правительства Муаммара Каддафи, в частности применение силы против демонстрантов, изнасилования, пытки и похищения представителей оппозиции. Эта организация сыграла важную роль в решении Совета ООН по правам человека о приостановке членства Ливии, что стало важным этапом на пути к решению СБ ООН о санкциях против Ливии, приведших, в итоге, к бомбардировкам Ливии, свержении Каддафи и его убийству и последующей серии гражданских войн в Ливии.